# Clifton Hood
Clifton Hood je americký historik. Vyrůstal v ocelářském městě u Pittsburghu. Studoval na Kolumbijské univerzitě (Ph.D.). Zabývá se dějinami metra v New Yorku. V roce 1993 vydal knihu 722 Miles, v níž se tématu věnuje. Je profesorem historie na Hobart and William Smith Colleges.

## Vybrané publikace
- Hood, Clifton. 2004. 722 Miles: The Building of the Subways and How They Transformed New York. Baltimore : Johns Hopkins University Press ISBN 0-8018-8054-8 (Národní knihovna)
- Hood, Clifton. 2016. In Pursuit of Privilege. Columbia University Press ISBN 9780231172165